# 프억롱
프억롱 시사(베트남어: Thị xã Phước Long / 市社福隆)는 베트남 빈프억성의 티싸(시사)이다.

## 지리
프억롱 시사는 빈프억성 북동쪽에 위치하며, 지리적 위치는 다음과 같다.
- 북쪽은 부자멉현과 경계를 접하고 있다.
- 서쪽과 남쪽은 풀리엥현과 경계를 접한다.
- 동쪽은 부당현과 경계를 접하고 있다.

프억롱 시사는 동쏘아이시에서 47km, 호찌민시에서 155km 떨어져 있다. 이 마을의 자연 면적은 118.83km2이다.

프억롱 시사 전 지역은 빈롱과 록닌 다른 두 지역과 함께 신생대 마그마가 분출된 지질층에 위치한다. 낮은 산맥의 프억롱의 지형은 경사진 지형을 가진 고원으로 옮겨가고 계곡처럼 강한 저지대인 현무암 언덕을 따라가는 구불구불한 붉은 현무암 저지대의 흙 언덕으로 크게 나뉜다. 북동쪽에서 남서쪽으로 경사진 지형이며, 높이는 약 110m에서 263m에 이른다. 가장 높은 곳은 바라산 736m이다. 주요 유형은 다음과 같이 3가지다.
- 산악 지형: 프억롱 시사에는 해발 736m의 빈프억성(남쪽 세 번째)에서 가장 높은 산인 바라산이 있다.

- 낮은 언덕 지형: 이것이 프억롱 시사의 주요 지형이다. 200~250m의 절대 고도를 가지며, 곡률파의 표면을 한 현무암 산맥과 연결되어 있으며, 평평한 꼭대기와 완만한 경사가 있다.
- 저지대 지형: 이 지형은 저지대 갯벌과 언덕, 개울, 바우바우 사이의 평평한 지역에 속한다.

## 행정 구역
프억롱 시사에는 5개 방(坊)과 2개 사(社)가 있다.

### 방
- 롱프억 (Long Phước / 隆福)
- 롱투이 (Long Thuỷ / 隆水)
- 프억빈 (Phước Bình / 福平)
- 선장 (Sơn Giang / 山江)
- 탁머 (Thác Mơ / 托麻)

### 사
- 롱장 (Long Giang / 隆江)
- 프억띤 (Phước Tín / 福信)

## 갤러리

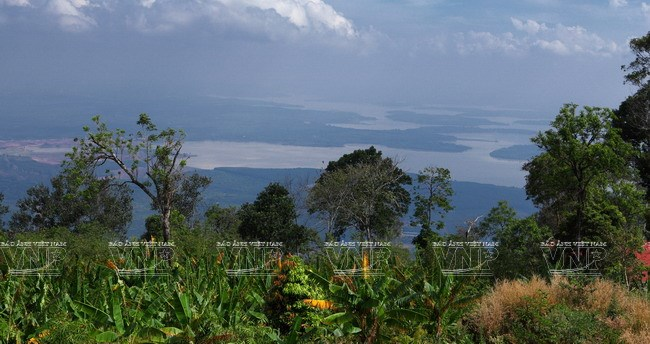
탁모 호수
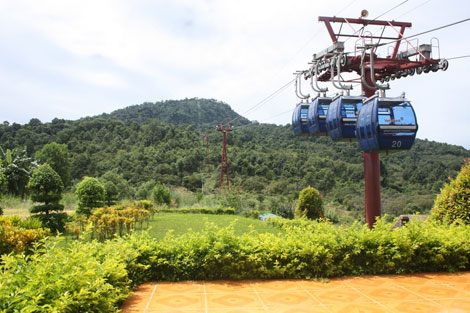
바라산 케이블카
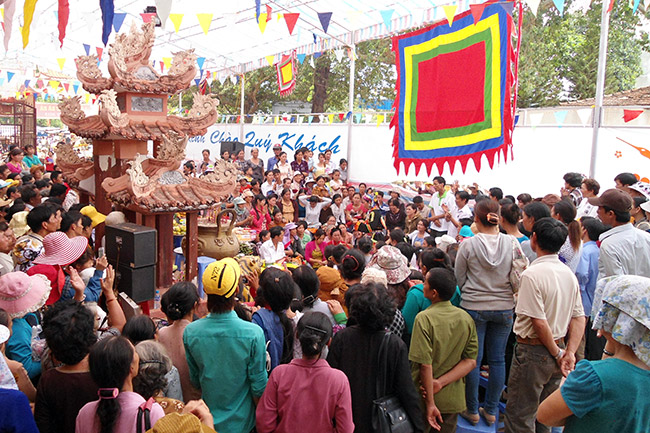
바라사의 축제
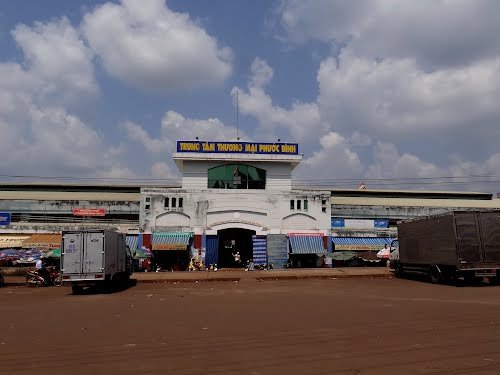
프억빈 무역센터